# Rap Music
Rap Music — ежегодный международный фестиваль рэп-музыки, который проходит в Москве с 1994 года с целью открытия новых имён в жанре. Был основан компанией «Центр хип-хоп-культуры», генеральным продюсером которой является Влад Валов.
По традиции из всех музыкальных заявок отбираются только десять претендентов, которые и участвуют в финальном концерте-соревновании в конце года. Победитель получает гран-при и возможность записи альбома на профессиональной студии 100Pro с последующим изданием на одноимённом лейбле. Помимо этого на фестивале отмечаются ещё три призовых места. Многие победители фестиваля в дальнейшем стали заметными именами на российской хип-хоп-сцене. Самым масштабным оказался фестиваль 2000 года, организованный компанией «Медиастар» Александра Толмацкого в спортивном комплексе «Олимпийский», который едва заполнился на четверть (около 10 тысяч зрителей).
С 2000 года Влад Валов выпускает сборники из серии Rap Music Live с записью прошедшего мероприятия, а также сборники из серии «Rap Прорыв» в преддверии фестиваля, чтобы слушатели сами могли выбрать десятку наиболее достойных. Однако, самая первая живая запись с фестиваля вышла на сборнике Hip Hop Info #3 в 1998 году. С 1998 года по 2003 год информационную поддержку фестиваля осуществлял журнал Hip Hop Info, который в 2002 году был переименован в 100Pro.

## История фестиваля
Идея создания фестиваля Rap Music появилась у Влада Валова в 1993 году, после шестимесячного хип-хоп-тура группы Bad Balance по странам Европы. Первый ежегодный фестиваль Rap Music проходил в 1994 году в Московском дворце молодёжи. Газета «Московский Комсомолец» писала тогда:
Вся стильная тусовка Москвы пришла на фестиваль Rap Music, что означает повышенный интерес народа к рэп-музыке. Теперь можно сказать, что рэп в нашей стране состоялся.
В жюри первого Rap Music вошли: Алексей Козлов (Арсенал), Владимир Пресняков-старший, Александр Нуждин, DJ Грув, Михей, Влад Валов, и другие. Победителем первого фестиваля стали альтернативщики из московской команды IFK.

## Победители и номинанты

### 1994
С 17 по 19 ноября в Московском дворце молодёжи состоялся первый ежегодный международный фестиваль Rap Music '94, в котором участвовало 19 групп и исполнителей. Организаторами фестиваля выступили Центр хип-хоп-культуры, рубрика «Тинейджер» газеты «МК», концертное агентство «Руслайн», BIZ-TV и группа Bad Balance. По итогам двух отборочных туров было выявлено 10 команд, которые выступили в финальном трёхчасовом концерте и определили трёх победителей: I.F.K. (гран-при), Da-108 (второе место), White Hot Ice (третье место).
- Время проведения: 17, 18 и 19 ноября 1994 года
- Место проведения: Московский дворец молодёжи, Москва
- Участники двух отборочных туров 17 и 18 ноября[6]:

1. «Дэцо» (Санкт-Петербург)
2. «С.Т.Д.К.» (Санкт-Петербург)
3. «Синдикат» (Москва)
4. Mr. Big Mac (Москва)
5. «К.Т.Л. Ди.Л.Л.» (Москва)
6. «Академия-2» (Санкт-Петербург)
7. Bust A.S. (Москва)
8. D.M.J. (Москва)
9. «MD & C Павлов» (Москва)
10. Lad Jak (Slingshot) (Москва)
11. Cool System
12. Da-108 (Санкт-Петербург)
13. P.L.C. (Посетители лодочной станции) (Илья «Купорос» Гавришов и Гена L.G.) (Москва)
14. White Hot Ice (Москва)
15. White Angel
16. Rap’s Refuge
17. Mad White Devils
18. Young Ice & Master Spensor (Москва)[9]

- Участники финального концерта 19 ноября[8]:

1. «Дыхание» (Санкт-Петербург)
2. White Hot Ice (Москва)
3. D.M.J. (Москва)
4. Da-108 (Санкт-Петербург)
5. Slingshot (Москва)
6. I.F.K. (Москва)
7. Two Colours (Санкт-Петербург)
8. «Академия-2» (Санкт-Петербург)
9. «С.Т.Д.К.» (Санкт-Петербург)
10. «MD & C Павлов» (Москва)

- Жюри: Владислав Валов и Сергей Крутиков (музыканты группы Bad Balance), Александр Нуждин (диджей «Радио Максимум»), Сергей Евсеев (продюсер программы «Старт Тинэйджер»), Владимир Фонарёв (президент ассоциации AZ ART DJ), Рэймонд Маркович (генеральный директор Golden Ring Entertainment Company) (США) и Дмитрий Шавырин — шеф-редактор газеты «Джокер»[6]
- Специальный гость финального концерта: Bad Balance[6], В. People, «Ракета»[8]
- Ведущие:
- Победители[8]:

Гран-при: I.F.K. (Москва)
- 2 место: Da-108 (Санкт-Петербург)
- 3 место: White Hot Ice (Москва)

### 1995
Проводился параллельно в Санкт-Петербурге и Москве
- Победители: СТДК (Санкт-Петербург) и White Hot Ice (Москва)[1][3]

### 1996
- Время проведения: 18 и 19 декабря 1996 года[10].
- Место проведения: Московский дворец молодёжи, Москва[11].
- Участники:

1. «Зелёные каштаны» (Киев)
2. Da-108 (Санкт-Петербург)
3. S.Y.D. (Харьков)
4. «Убитые рэпом» (Харьков)
5. «Сделано в России» (DJ Mixmaker) (Москва)[11]
6. «Синдикат» (DJ Groove) (Москва)[11]
7. «Братья наличные» (Москва)[11]
8. Counter Attack (Москва)

- Специальный гость: Алексей Козлов (руководитель ансамбля «Арсенал»)[10]
- Жюри:
- Ведущие: Влад Валов
- Победители фестиваля:
  - 1-е место — Da-108 (Санкт-Петербург)[1]
  - 2-е место — «Сделано в России» (Москва)
  - 3-е место — Counter Attack (Москва)

### 1997
- Время проведения: 28 декабря 1997 года[12][13].
- Место проведения: ДС «Крылья Советов», Москва
- Участники:

1. «Братья Наличные» (Москва) — «Сумерки спустились»
2. «Необходимые вещи» (Москва) — «Я здесь, я там»
3. «Б.С.К.» (Братья Славянской Крови) (Санкт-Петербург) — «Чисто ты»
4. «Танок на майдані Конґо» (Харьков) — «3aчекай»
5. Kitten Beat (Ставрополь) — «Свoбода»
6. «Дерево жизни» (Москва) — «Окна»
7. White Hot Ice (Москва) — «Джаз-ганджубас»
8. «Каждому своё» (Санкт-Петербург) — «He живи уныло»
9. Counter Attack (Москва) — «Listen to da funk»
10. «Убитые рэпом» (Харьков) — «Умопомрачительный день»
11. «Перегрев» (Санкт-Петербург) — «Окно»
12. Beat Point (Москва) — «Танцы на ядерных руинax»
13. Big Black Boots (Москва) — «Если знаешь как жить»
14. «Б.Т.Л.Т.» (Москва)
15. «Зелёные каштаны» (Киев)
16. «Сделано в России» (Москва)
17. «Твёрдый знакъ» (Москва)

- Специальный гость: Bad Balance — «Городская тоска», «С.Т.Д.К.», «Дэцо», «К.Т.Л. Ди.Л.Л.», D.M.J., Slingshot
- Жюри: Влад «Шеф» Валов (Bad Balance), Сергей «Михей» Крутиков (Bad Balance), Константин «Ice» Василевский («К.Т.Л. Ди.Л.Л.»), Олег «LadJak» Жиляков (Slingshot), Алексей Павлов («MД&C Павлов»), Sir-J (Bust A.S.), Игорь Захаров (D.M.J.), Артемий Троицкий (музыкальный критик), Богдан Титомир (лидер движения «Высокая энергия»), Артур Игнатов (D.M.J.), Андрей «Банан» Семашко («Синдикат»)
- Ведущие: Фукс (Питер) и Марина (Москва)
- Победители:
- Гран-при: «Необходимые вещи» (Москва)
  - 1 место — «Дерево жизни» (Москва)
  - 2 место — «Танок на майдані Конґо» (Харьков)
  - 3 место — «Убитые рэпом» (Харьков)

### 1998
- Время проведения: 13 декабря 1998 года[14][15].
- Место проведения: Московский дворец молодёжи, Москва[14]
- Участники[14]:

1. «Провинция» (Санкт-Петербург)
2. «Невский бит» (Санкт-Петербург)
3. «Via Чаппа» (Уфа)
4. «Танок на майдані Конґо» (Харьков)
5. «Белые братья» (Чебоксары) — «Всё переменится» и «Автобелография»[16]
6. «Типичный ритм» (Нижний Новгород) — «Настрой» и «Если в небе дым»
7. «Третий глаз» (Санкт-Петербург)
8. «Туман» (Харьков)
9. «Зелёные каштаны» (Киев)
10. Beat Point (Москва)
11. Big Black Boots (только Andy B.) (Москва)
12. «Северный район» (экс-Б.Т.Л.Т.) (Москва)
13. «Твёрдый знакъ» (Москва)

- Жюри: Шеф, Михей, Баскет, Legalize, Sir-J, Ladjak, МД&C Павлов, Willy («Братья Наличные»)[14]
- Диджей: DJ Keet (призёр Grandmaster Scratch '98)[14]
- Ведущие: Марина и Митя Радуга[14]
- Победители[14]:
  - 1 место: «Типичный ритм» (Нижний Новгород)
  - 2 место: «Белые братья» (Чебоксары)
  - 3 место: «Танок на майдані Конґо» (Харьков)

### 1999
- Время проведения: 27 ноября 1999 года[17][18][19].
- Место проведения: Московский дворец молодёжи, Москва
- Участники[20]:

1. «Каста» (Ростов-на-Дону) — «Мы берём это на улицах», «Наши люди»
2. «Банги хэп» (Николаев) — «Геноцид», «Борода»
3. «Злой Дух» (Казань) — «Река», «Ангел»
4. К-316 & «56 размер» (Кемерово) — «Криминал»
5. «Третий глаз» (Санкт-Петербург) — «Проще простого»
6. «Невский бит» (Санкт-Петербург) — «Белый дым»
7. «Экипаж» (Москва) — «Wow-Wow», «Где то-то»
8. «Шнель шпрехен» (Харьков) — «Ночные мысли»
9. «Многоточие» (Москва) — «В жизни так бывает»
10. «Бланж» (Москва) — «Словесный поединок»

- Жюри: Шеff (Bad B.), LadJak (Slingshot), Sir-J (D.O.B.), Лигалайз, Shooroop, Ice («К.Т.Л. Ди.Л.Л.»), Олег Баскет (Студия 21)
- Гости: «Белые братья» (Чебоксары) — «На крыше» и «Качать головой», Big Black Boots (Москва) — «Если знаешь, как жить», ДеЦл (Москва) — «Нужен только бит», Легальный бизне$$ (Москва) — «Всем всем» и «Пачка сигарет», «Bad B. Альянс» — «Альянс» (Москва)
- Ведущие: Митя Радуга (Москва), Ниагара (Питер)
- Победители[19]:
- Гран-при: «Каста» (Ростов-на-Дону)
- 1 место: «Бланж» (Москва)
- 2 место: «Третий глаз» (Санкт-Петербург)
- 3 место: «Невский бит» (Санкт-Петербург)

### 2000
- Время проведения: 20 декабря 2000 года[4][5][21][22].
- Место проведения: СК «Олимпийский», Москва
- Зрители: 10000[5]
- Участники[22]:

1. «Группа-в-ухо» (Нижний Тагил) — «Почтальон-ша»
2. Ikambi Gwa Gwa (Санкт-Петербург) — «Йоу, чуваки», «Все на митинг»
3. «Злой Дух» (Казань) — «За забором»
4. «Южный централ 54» (Донецк) — «Мы настоящие», «Любовь и музыка»
5. «Бонч Бру Бонч» (Москва) — «Ме-га-зве-зда»
6. «Встречная тяга» (Харьков) — «Чёрный понедельник», «Дуремар»
7. «Район моей мечты» (Чебоксары / Нижний Новгород) — «Молниеносные квазары»
8. Mary Jane (Краснодар) — «Наше знамя»
9. «Главы пяти семей» (Самара) совместно с OBC Crew (Тольятти) — «Правдивые рассказы», «Ветер»
10. Ek-Playaz (Екатеринбург) — «Грустная мысль»

- Жюри: Шеff (Bad Balance), Black («Убитые рэпом»), Серж («С.Т.Д.К.»), G Wylx (Big Black Boots), DJ 108 (DA-108), Fozzy («Танок на майдані Конґо»), Sir-J (D.O.B.), Ice («К.Т.Л. Ди.Л.Л.»), ND (NO), Whi (White Hot Ice)[23]
- Диджей: DJ Keet (призёр Grandmaster DJ 99)[22]
- Гости: Шеff — «Имя Шеff», «Легальный Бизне$$» — «Live Mix», «Белый шоколад», Bad Balance — «Звони 02», ДеЦл — «Кровь моя кровь», «Кто ты?»[22]
- Ведущие: Митя Радуга (Москва), Flex, Марина В.[23]
- Победители фестиваля[23]:

Гран-при: Ikambi Gwa Gwa (Санкт-Петербург)
- 1 место: «Южный централ 54» (Донецк)
- 2 место: «Встречная тяга» (Харьков)
- 3 место: «Район моей мечты» (Чебоксары / Нижний Новгород)

### 2001
- Время проведения: 27 декабря 2001 года[24][25][26]
- Место проведения: Московский дворец молодёжи, Москва
- Зрители:: 400[25]
- Участники[25]:

1. Military Clan (Петрозаводск) — «Свобода слова»
2. Nails Squad (Екатеринбург) — «После дождя»
3. «Голос Донбасса» (Донецк) — «Слово пацана»
4. B&B (Айболит, Jiffy J, Ёлка и Бачик) (Ужгород) — «Восток и Запад»
5. «Партия» (Карандаш и Прицеп) (Чебоксары) — «Пора порадовать»
6. «Молотов коктейль» (Ярославль) — «Столица»
7. «Зелёные каштаны» (Киев) — «100 против 10»
8. «Тени» (Стахей и Проп при участии С.О.Макъ) (Москва) — «Я знаю»
9. Tommy (Москва) — «Hip-Hop»
10. «Зелёный синдром» (Санкт-Петербург) — «Нас прёт»
11. «Династия Ди» (Смоки Мо и Поли Валерио) (Санкт-Петербург) — «Вне конкуренции»

- Жюри: Шеff (Bad Balance), Sir-J (D.O.B. community), Ленин («Белые братья»), Солёный («Необходимые вещи»), N’Pans («Легальный бизне$$»), Джип (D.O.B. Community, «Рабы лампы»), Серж («С.Т.Д.К.»), Купер (Bad Balance), Ice («К.Т.Л. Ди.Л.Л.»), Фэнс («Типичный ритм»), White Hot Ice
- Гости: «Контра да банда», «Белый шоколад», Miss T, Жорик, N’Pans и «Братья Наличные», ДеЦл
- Специальные гости: DJ Грув, Михаил Шуфутинский[24], Maby Baby
- Ведущие: Ёж и Фиш (магазин Funky S3T) (Москва), Флэкс, Паша Америка
- Гран-при: «Династия Ди» (Санкт-Петербург)[25]
- 1 место: «Тени» (Москва)
- 2 место: «Партия» (Чебоксары)
- 3 место: «Голос Донбасса» (Донецк)

### 2002
- Время проведения: 29 декабря 2002 года[27].
- Место проведения: Дворец спорта Юбилейный, Санкт-Петербург
- Зрители:: 400
- Участники:

1. «Солдаты бетонной лирики» (Шайн и Капа) (Самара) — «Уважай мой стиль», «Мы живём здесь»
2. «Зелёный синдром» (Санкт-Петербург) — «Что правильно?», «Золото дней»
3. «Точка отрыва» (Екатеринбург) — «Если бы…»
4. MaryJane (Краснодар) — «Будет громче»
5. X-Team (Санкт-Петербург) — «Над нашей родиною дым»
6. DCMC (Москва) — «Стики»
7. «Нестандартный вариант» (Минск) — «Не последнее слово», «Не как все»
8. Black Rose Band (Тольятти) — «Рядом с вами братья»
9. T.D.O. (Калининград) — «Фристайл»
10. «Дядя Вася» (Харьков) (команда была дисквалифицирована)

- Жюри: DJ 108 (ДА-108), Моня (Bad B.), Фэнс («Типичный ритм»), Хром («Братья Улыбайте»), Купер (экс-ДА-108), Sir-J (D.O.B.), Al Solo («Белые братья», Bad B., 100 %) и Мастер Шеff (Bad B.)
- Гости: Мастер Шеff и Купер — «Питер, я твой!», Южный Централ 54 — «Две птицы», Жорик — «Что хорошо, что плохо», Фэнс («Типичный ритм») — «Бульвар», Мистер Малой — «Денег должен», Голос Донбасса — «Не плачь, моя мама», «Братья Улыбайте», «Династия Ди»
- Ведущие: Влад Валов
- Гран-при: X-Team (Санкт-Петербург)
- 1 место: DCMC (Москва)
- 2 место: «Зелёный синдром» (Санкт-Петербург)
- 3 место: MaryJane (Краснодар)
- Лучший МС года: Капа («Солдаты бетонной лирики») (Самара)[28]

### 2003
- Время проведения: 12 декабря, с 18:00 по 23:50
- Место проведения: Москва
- Участники:
- Жюри:
- Гости: «Солдаты бетонной лирики» — «Сын»
- Ведущие: Влад Валов
- Гран-При: Давление Жизни (Таллин)
- 1 место: L’Acoustique (Петрозаводск)
- 2 место: T.D.O. (Калининград)
- 3 место: Катакомбы (Донецк)
- Лучший МС Года: Нигатив из Триады (Краснодар)

### 2004
- Время проведения: 19 декабря 2004 года[29]
- Место проведения: клуб «Точка», Москва[30]
- Зрители: 1000[30]
- Участники:[30]

1. «Баламута» (Санкт-Петербург)
2. B&W Family (Харьков)
3. Asman & Pizza (Уфа)
4. K&M (Калининград)
5. «Посторонним» (Москва)
6. «ReЦiDiV» (Пятигорск)
7. «АК Синдром» (Москва)
8. D-Slam (Нижний Новгород)
9. «Северный блок» (Петрозаводск)
10. Da Manifest (Висагинас, Литва)

- Гости: «Синдикат» — «Суд», «К.Т.Л. Ди.Л.Л.» (Айс и Джип) — «Мой каждый новый день», «Белые братья» — «Я улыбаюсь», Купер — «Загадка», D.O.B. (Sir-J & Ladjack) — «Цени this shit», Bad Balance — «Быки», «Давление жизни», X-Team, «Ёлка» и Simon[30]
- Жюри: Влад Валов (100Pro), Dime (Rap Recordz), Патрик (Via Chappa#1), Sir-J (D.O.B.), Ladjack (Slingshot), Айс, Al Solo, Купер, Raekwon[30]
- Специальный гость: Raekwon, DJ Charm[30]
- Ведущие: Митя Радуга и Марина Ниагара[30]
- Победители:[30]
- Гран-При: «ReЦiDiV» (Пятигорск)
- 1 место: «АК Синдром» (Москва)
- 2 место: К&М (Калининград)
- 3 место: D-Slam (Нижний Новгород)
- Лучший МС Года: Q-Fast из B&W Family (Харьков)

### 2005
- Время проведения: 12 декабря, с 18:00 по 23:50
- Место проведения: Москва
- Участники:
- Жюри:
- Гости:
- Ведущие: Влад Валов
- Гран-При: Фора (Киев)
- 1 место: Траектория жизни (Владивосток)
- 2 место: Ловчие (Астрахань)
- 3 место: Сага (Луганск)
- Лучший МС Года: Козырь из Форы (Киев)

### 2006
- Время проведения: 12 декабря, с 18:00 по 23:50
- Место проведения: Москва
- Участники:
- Жюри:
- Гости:
- Ведущие: Влад Валов
- Гран-При: Цифра (Москва)
- 1 место: М.Са7 а.к.а. Камора (Раменское)
- 2 место: Неброско и Тсса крУ (Тольятти)
- 3 место: Состояние Души (Харьков)
- Лучший МС Года: Техх из Nasty Nuts (Омск)

### 2007
- Время проведения: 12 декабря, с 18:00 по 23:50
- Место проведения: Москва
- Участники:
- Жюри:
- Гости:
- Ведущие: Влад Валов
- Гран-При: Digital Squad (Москва)
- 1 место: Черный Пояс (Донецк)
- 2 место: Факир и Кокс (Тольятти)
- 3 место: Заветы 67 (Смоленск)
- Лучший МС Года: Яшар из Семейной Реликвии (Минск)

### 2008
- Время проведения: 10 декабря, с 18:00 по 23:50
- Место проведения: Москва, клуб Точка
- Участники:
- Жюри: Мастер Шеff, Sir-J (D.O.B. Community), G-Willkes (Big Black Boots), Al Solo (Bad Balance), Mr. Simon (Ikambi Gwa Gwa), Iceman (КТЛ ДиЛЛ), Крэк — Golden Mic (Район Моей Мечты), Бак (STDK), Jeep и Мани Майк (D.O.B. Community), А. Нуждин (Радио Maximum), PO 3000 (Династия Ди), Купер (Bad Balance), DJ Groove, LadJak (Slingshot), Режик (Голос Донбасса)
- Гости:
- Ведущие: Влад Валов
- Гран-При: NKS — (Ногинск)
- 1 место: База 8.5 (Минск)
- 2 место: Sadyle (Тель Авив)
- 3 место: Этика Моно (Питер)
- Лучший МС Года: Лаут из Лирики улиц (Красноярск)

### 2009
- Время проведения: 20 декабря, с 18:00 по 23:50
- Место проведения: Москва, клуб «Б2»
- Участники: ESTENTE (г. Таганрог), Черно-Белые (г. Москва), Crime Crew (г. Омск), Slozhnye a.k.a. Плечи (г. Минск), Бруклин (г. Ростов-на-Дону), Тяп-ляп (Dodge & Poolya)(г. Казань), U-fo’ (г. Ульяновск), Вастега’S (г. Тольятти), Картель (г. Самара), G.M.A. (г. Мариуполь),МоноХром(г. Санкт-Петербург)
- Жюри: Мастер ШЕFF (Bad Balance), Iceman (КТЛ ДиЛЛ), Sir-J (D.O.B. Community), Банан (Синдикат), Mr. Simon (Ikambi Gwa Gwa), Al Solo (Bad Balance), Крек — Golden Mic (Район Моей Мечты), Бак (STDK), Jeep (Рабы Лампы), Харо (Рецидив), Jeef (Ikambi Gwa Gwa), Мани Майк (D.O.B. Community), КАПА (Солдаты Бетонной Лирики), SergiO (Цифра), Jar Bar (Голос Донбасса)
- Гости:
- Ведущие: Влад Валов
- Гран-При: Crime Crew (Омск)
- 1 место: U-fo’ (Ульяновск)
- 2 место: G.M.A. (Мариуполь)
- 3 место: Slozhnye a.k.a. Плечи (Минск)
- Лучший МС Года: Каppа из Черно-Белые (Москва)